# Percival Lowell
Pour les articles homonymes, voir Lowell.
 (mars 2020).
Si vous disposez d'ouvrages ou d'articles de référence ou si vous connaissez des sites web de qualité traitant du thème abordé ici, merci de compléter l'article en donnant les références utiles à sa vérifiabilité et en les liant à la section « Notes et références ».
Percival Lawrence Lowell (né le 13 mars 1855 à Boston (Massachusetts) et mort le 13 novembre 1916 à Flagstaff (Arizona)) est un homme d'affaires, mathématicien, auteur, astronome amateur américain.
Il est connu pour avoir soutenu la présence de canaux d'eau sur Mars et fondé l'observatoire qui porte son nom à Flagstaff en Arizona. Il est également à l'origine de l'effort qui a mené, quatorze ans après sa mort, à la découverte de Pluton première planète naine du Système solaire externe, par Clyde Tombaugh.

## Biographie

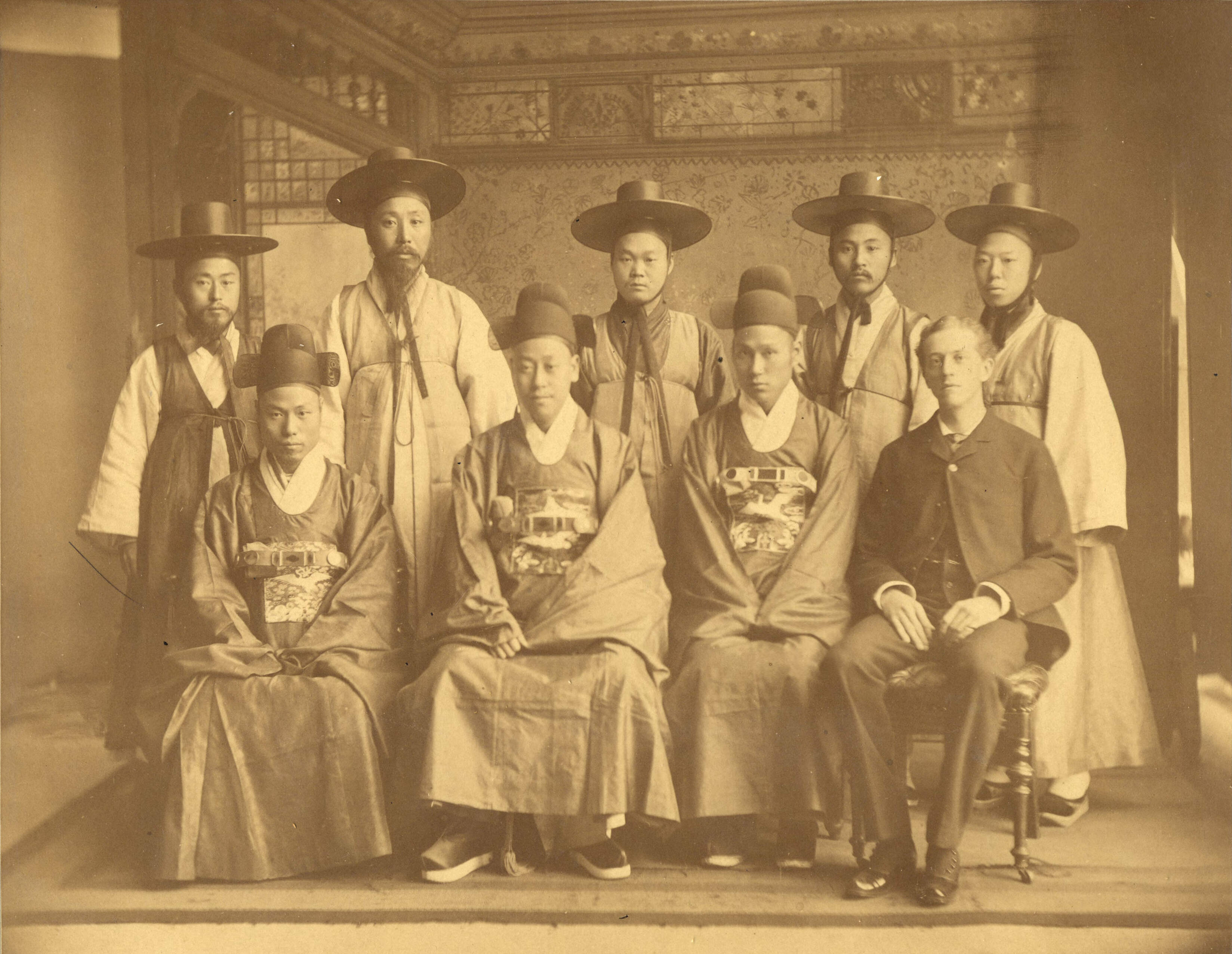
Envoyés coréens aux États-Unis (Percival Lowell en bas, à droite) en 1883.

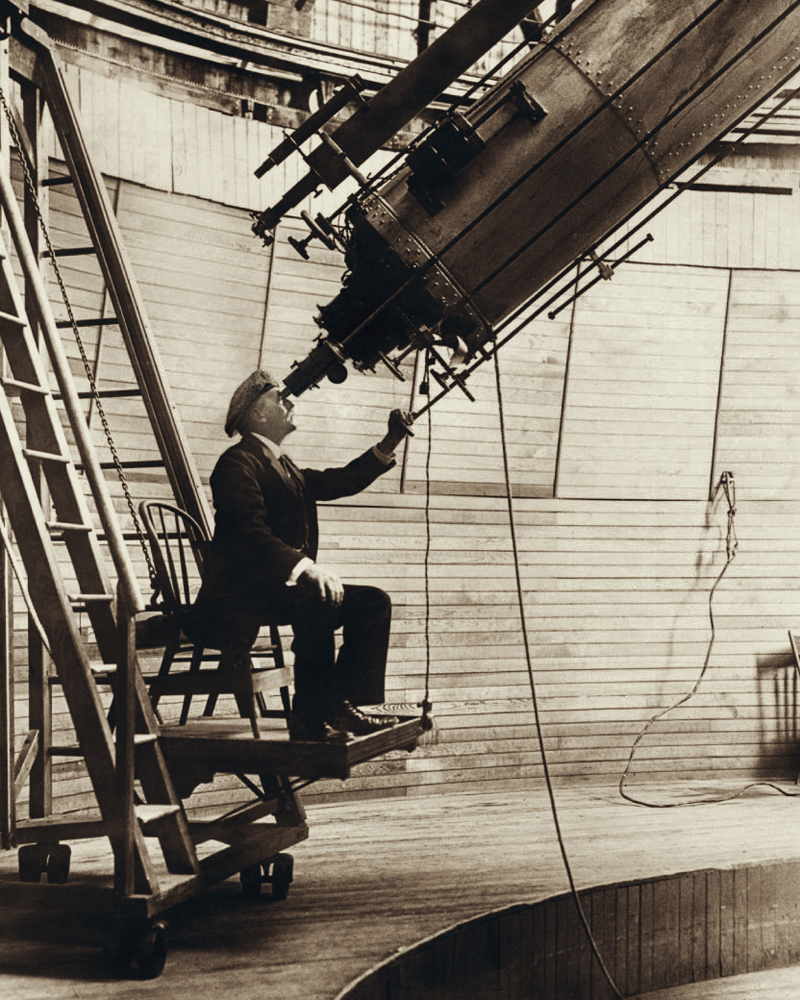
Percival Lowell observant Vénus à l'observatoire Lowell en 1914.

Percival Lowell est issu d'une famille importante de Boston. Son plus jeune frère, Abbott, a été le président de l'université Harvard et sa sœur Amy était une poétesse et critique imagiste bien connue. En 1876, il obtient un diplôme de mathématiques à l'université Harvard et décide de se lancer dans les affaires. Jusqu'à l'âge de 28 ans, il travaille dans l'industrie de textile avec son grand-père. Il y fait fortune, puis commence une série de voyages en Extrême-Orient.
Percival Lowell commence à s'intéresser à l'astronomie après une rencontre avec l'astronome William Pickering en 1890. Trois ans plus tard, il rentre définitivement aux États-Unis et se passionne pour l'étude de Mars après avoir lu La planète Mars de Camille Flammarion, à tel point qu'il décide d'y consacrer sa vie.

## Les canaux de Mars

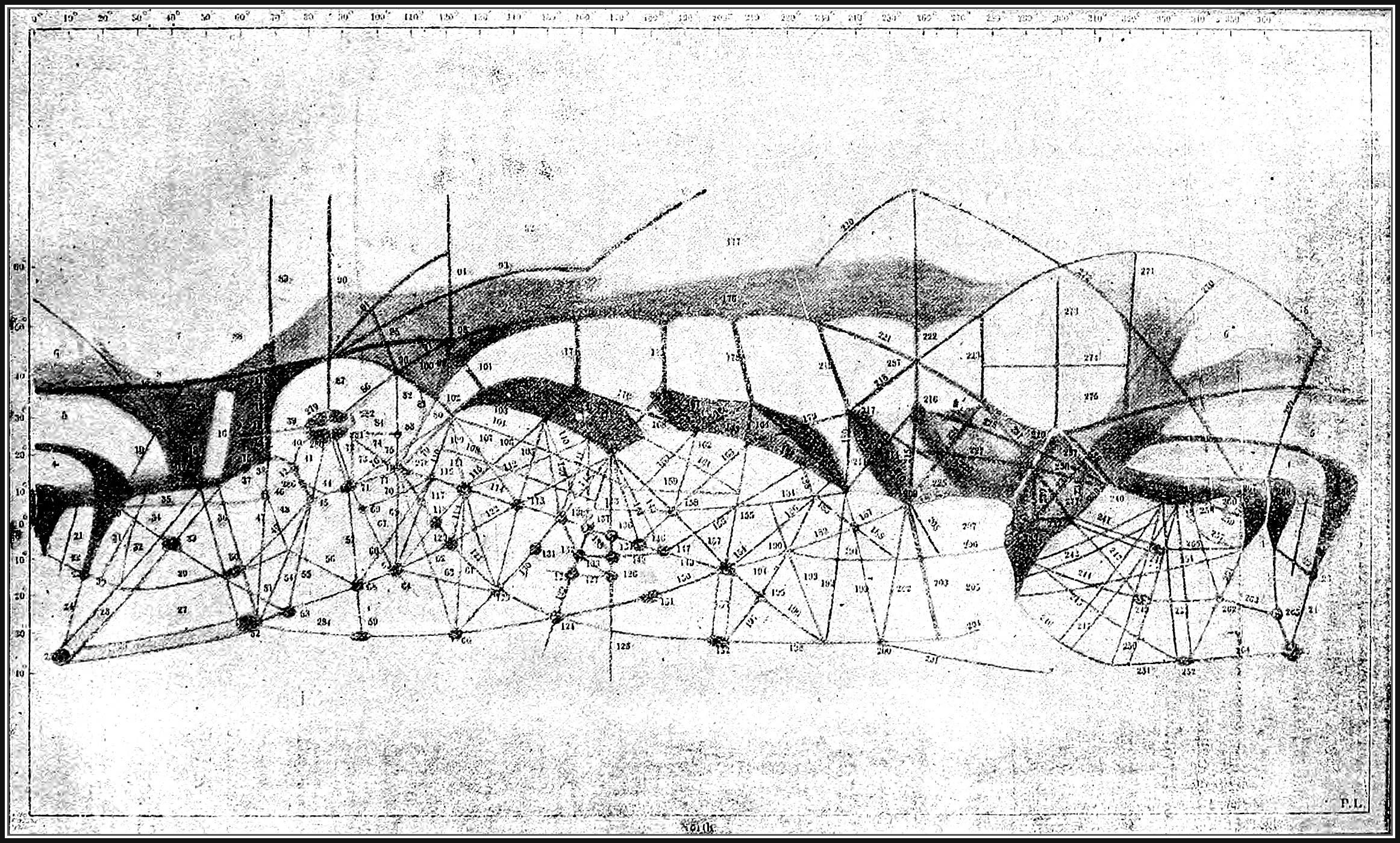
Carte de Mars de Percival Lowell, avec de nombreux canaux ; à leur intersection des lacs et des oasis.

Percival Lowell commence par chercher le bon site pour observer la planète rouge en faisant des essais avec sa lunette de 6 pouces. Il retient la ville de Flagstaff (Arizona), et s'y fait construire le 16 avril 1894 un observatoire à 2 300 mètres d'altitude, sur une montagne qu'il appelle « Mars Hill ».
Poursuivant le travail de Giovanni Schiaparelli, il défend avec ferveur la théorie des canaux martiens. Schiaparelli avait en 1877 dressé une carte de Mars où les taches sombres étaient pour lui des mers (mare) ou des lacs (lacus), et nota également la présence de canaux (canale), dans un premier temps d'origine naturelle, puis artificiels. Lowell était convaincu de l'existence de Martiens luttant contre la sécheresse et la désertification de leur planète. Pour lui, les canaux servaient à irriguer les terres à partir de la fonte des calottes de glace polaires, et il supposait l'existence d'un système de pompes et d'écluses pour amener cette eau dans les régions équatoriales.
L'équipement de l'observatoire en nouveaux instruments, notamment en photographie, permet à partir de 1905 d'obtenir des clichés relativement nets pour que Lowell y distingue une quarantaine de canaux à la surface de Mars, puis par la suite, en dénombre jusqu'à 400, dont certains se dédoublent. Selon lui, il s'agit de prévention en cas de trop haut débit. Il consacre le reste de sa vie à tenter de trouver des preuves de la présence d'eau liquide sur Mars, ainsi qu'à rechercher une nouvelle planète.
Percival Lowell publie ses travaux sur Mars dans trois ouvrages : Mars (1895), Mars and Its Canals (1906) et Mars As the Abode of Life (1908). Il établit également en 1894 une carte de Vénus et en 1896 une carte de Mercure, avec des canaux similaires à ceux de Mars. En fait, il utilise une lunette astronomique Clark de 24 pouces si puissante que les turbulences de l’air créent des artéfacts ou que luminosité insuffisante entraîne une fatigue visuelle créant des ombres des vaisseaux rétiniens (en forme de traits) sur cette même rétine.
Par ailleurs, il découvre l'astéroïde (793) Arizona le 9 avril 1907.
L'existence des canaux sur Mars fut formellement démentie par le comte de la Baume Pluvinel en 1909 grâce à la puissance inédite du télescope Baillaud niché sur le Pic du Midi de Bigorre, dans les Pyrénées, à 2 872 mètres d'altitude.

## À la recherche de la planète X
N'ayant pas un très grand succès auprès des astronomes sur ses canaux martiens, Percival Lowell entreprend parallèlement à ses travaux sur Mars de rechercher une neuvième planète, au-delà de Neptune. Il pense suivre la même méthode que pour la découverte de cette dernière, en étudiant son orbite, mais les instruments de l'époque ne permettant pas de mesurer les anomalies de son orbite, il devra se rabattre sur celles d'Uranus. Sa planète (baptisée « X ») serait située à 47,5 ua, aurait une période de 327 ans et une masse de deux cinquièmes de celle de Neptune. En 1905, il lance, avec son équipe (Carl Lampland, Vesto Slipher et Earl C. Slipher), une première campagne photographique de trois ans, mais elle ne donnera rien de concluant. Percival Lowell ne baisse pas les bras pour autant et décide de redoubler d'effort, notamment lorsqu'il voit apparaître un concurrent sérieux : William Pickering. Celui-ci annonce en 1908 la présence d'une planète qu'il nomme « O », de deux masses terrestres, d'une distance de 52 ua et d'une période de 373 ans. En 1911, Percival Lowell fait l'acquisition d'une machine appelée comparateur à clignotement, destinée à l'analyse photographique, lui permettant de comparer les clichés beaucoup plus vite (deux séries de photos sont prises à quelques jours d'intervalle pour repérer le mouvement éventuel d'un astre) et entame une nouvelle série de photographies. Un nouvel échec qui le mènera à se désintéresser de sa planète X.
Percival Lowell meurt en 1916. Il laisse dans son testament de quoi poursuivre les recherches sans se soucier des problèmes d'argent, mais des problèmes d'héritage avec sa femme vont finir par réduire le budget de l'observatoire. Or dix ans plus tard, l'observatoire nécessite un nouvel instrument. Son frère Abbott accepte de donner dix mille dollars pour la construction d'un télescope de 13 pouces que Clyde W. Tombaugh sera chargé de piloter pour cette lourde tâche qu'est la cartographie minutieuse du ciel, à la recherche de la planète X. Tombaugh réorganise son plan de travail et procède à trois prises au lieu de deux afin d'augmenter les chances de percevoir le mouvement de la planète. La troisième série de clichés prend fin le 29 janvier 1930 et commence alors l'analyse des plaques photographiques. Le 15 février, il remarque un point de magnitude 15 bouger d'une plaque à l'autre : il s'agit bien d'une neuvième planète.
Cette planète s'avérera plus tard ne pas être la planète X exactement comme Percival Lowell le pensait, mais la planète naine Pluton — plus proche du Soleil et beaucoup moins massive que prévu. Le nom de « Pluton » a toutefois été choisi en hommage à Percival Lowell ; ses initiales forment le symbole astronomique de Pluton (♇) et sont également les deux premières lettres du nom de la planète. Les anomalies d'Uranus sur lesquelles Percival Lowell s'était appuyé étaient en fait dues à des valeurs erronées données à l'époque aux masses d'Uranus et Neptune.

## Influence dans la culture populaire
Percival Lowell est à la base de la mythologie martienne créée par les auteurs de science-fiction comme H. G. Wells.
L'histoire de Percival Lowell est racontée de façon plus fantastique dans le roman Nos rêves sont plus grands que le ciel de Jean Cavé, paru en 2011.
Il est également à l'origine de la traduction du mot coréen Chosŏn en « Pays du matin calme ». Cette traduction est toutefois erronée. La traduction correcte serait : « Pays du matin frais » ou « Pays du matin clair ».
Il est représenté par l'auteur Grégoire Bouchard dans la bande dessinée de science-fiction Vers les mondes lointains, parue en 2008.
Un résumé de ses études sur les canaux de Mars est mentionné dans un épisode de la série web Chroma. Dans l'épisode parlant du film Signes, le présentateur, Karim Debbache, utilise cette anecdote afin d'expliquer pourquoi la perception d'un film par ses visionneurs participe au message de celui ci.